# Zamek w Rydze
Zamek Krzyżacki w Rydze (łot. Rīgas pils) – zamek rycerzy inflanckiej gałęzi zakonu krzyżackiego w Rydze, nad Dźwiną, pierwotnie gotycki, wzniesiony w latach 1330–1353. Główna siedziba zakonu w Inflantach, obecnie rezydencja prezydenta Łotwy.

## Historia
Zamek został zbudowany w 1330 roku poza murami Rygi w pobliżu wcześniej istniejącego szpitala św. Ducha, po tym, gdy mieszczanie zburzyli poprzedni zamek krzyżacki stojący w centrum starego miasta. W 1484 roku mieszczanie zniszczyli także ten zamek. Po porozumieniu w Wolmarze obiecali odbudować zamek w ciągu 6 lat, ale odbudowa ciągnęła się do 1515 roku. Dodano wtedy dwie szerokie okrągłe baszty w narożach. 5 marca 1562 roku Gotard Kettler na zamku złożył hołd przedstawicielowi króla Polski. Zamek do 1621 był rezydencją namiestnika króla Polski i obsadzony był przez polską załogę wojskową. W 1582 roku na zamku rezydował król Stefan Batory. Twierdza została gruntownie odrestaurowana i powiększona pomiędzy XVII a XIX wiekiem. Kolejny remont przeprowadzono w latach 30. XX wieku, którym kierował architekt Eugen Laube. W 1938 roku rząd łotewski ogłosił, że zamek będzie odtąd siedzibą parlamentu. 
Od 1995 roku jest rezydencją prezydenta Łotwy oraz siedzibą kilku państwowych muzeów. Jesienią 2012 roku rozpoczęto generalny remont zamku, a siedziba głowy państwa została tymczasowo przeniesiona do Domu Bractwa Czarnogłowych. 20 czerwca 2013 roku w remontowanym zamku wybuchł pożar. Paliło się pokrycie dachu budynku. W wyniku szybkiego rozprzestrzeniania się płomieni powierzchnia pożaru osiągnęła 3200 m², jednak budynek udało się uratować. Wskutek pożaru planowaną początkowo na ok. 1,5 renowację zamku zakończono dopiero po trzech latach, w grudniu 2015 roku. 22 sierpnia 2016 roku prezydent Łotwy Raimonds Vējonis wznowił pracę w oficjalnej rezydencji.